# Camptoptera angustipennis
Camptoptera angustipennis is een vliesvleugelig insect uit de familie Mymaridae. De wetenschappelijke naam is voor het eerst geldig gepubliceerd in 1947 door Ogloblin.